# Valsalabroso
Valsalabroso ist eine westspanische Gemeinde (municipio) in der Provinz Salamanca in der Autonomen Gemeinschaft Kastilien-León. 2024 hatte die Gemeinde 119 Einwohner. Neben dem Hauptort Valsalabroso gehört auch die Ortschaft Las Uces zur Gemeinde.

## Lage
Valsalabroso liegt etwa 92 Kilometer westnordwestlich von Salamanca in einer Höhe von ca. 725 m am Río Uces. 
Das Klima ist mäßig. Es fällt Regen in einer mittleren Menge (ca. 600 mm/Jahr).

## Bevölkerungsentwicklung
| Jahr      | 1900 | 1950 | 1960 | 1970 | 1981 | 1991 | 2001 | 2011 | 2021 |
| Einwohner | 532  | 570  | 557  | 482  | 333  | 282  | 227  | 168  | 136  |

## Sehenswürdigkeiten
- Kirche San Ildefonso (Iglesia de San Ildefonso)

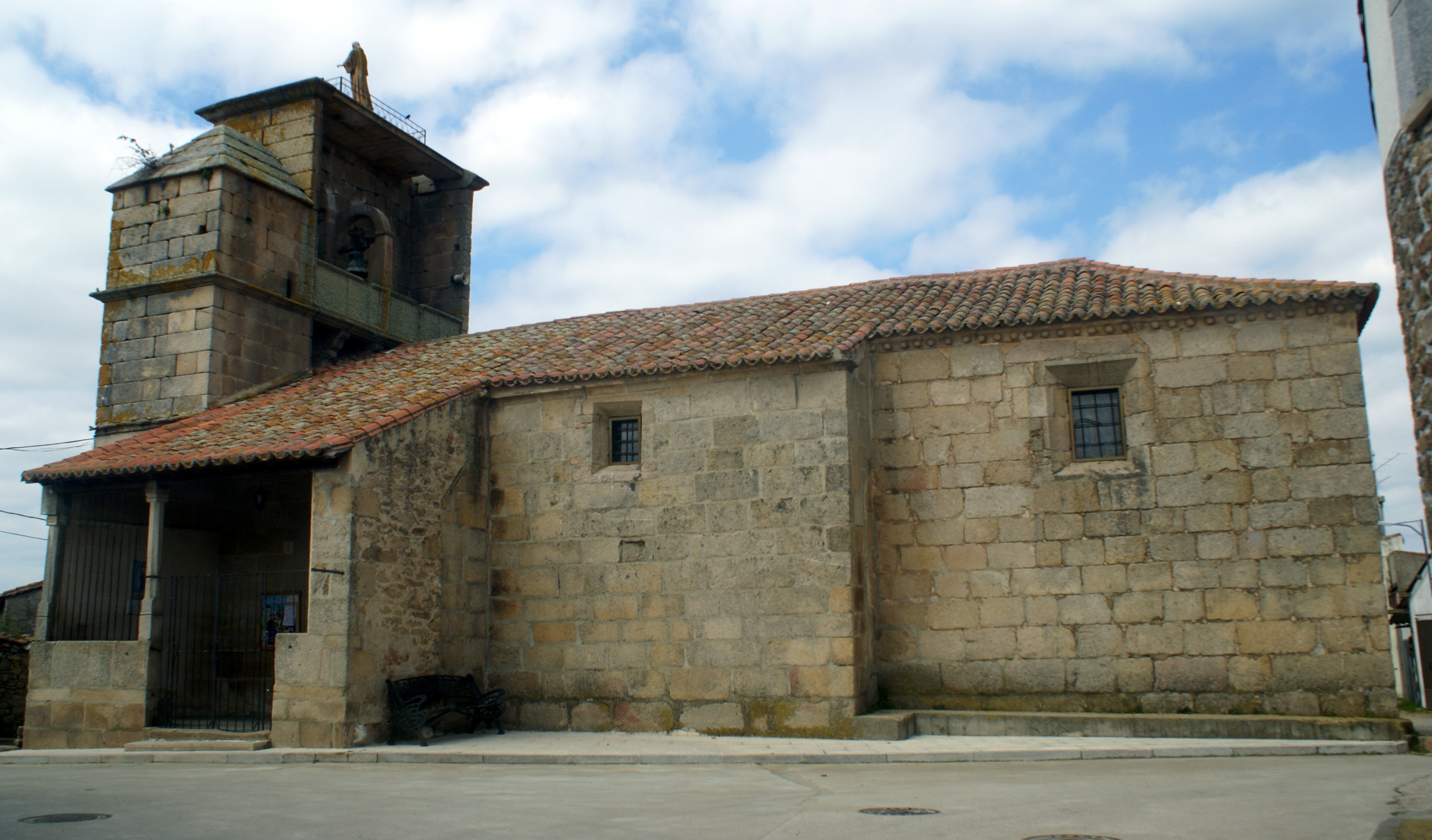
Kirche San Ildefonso
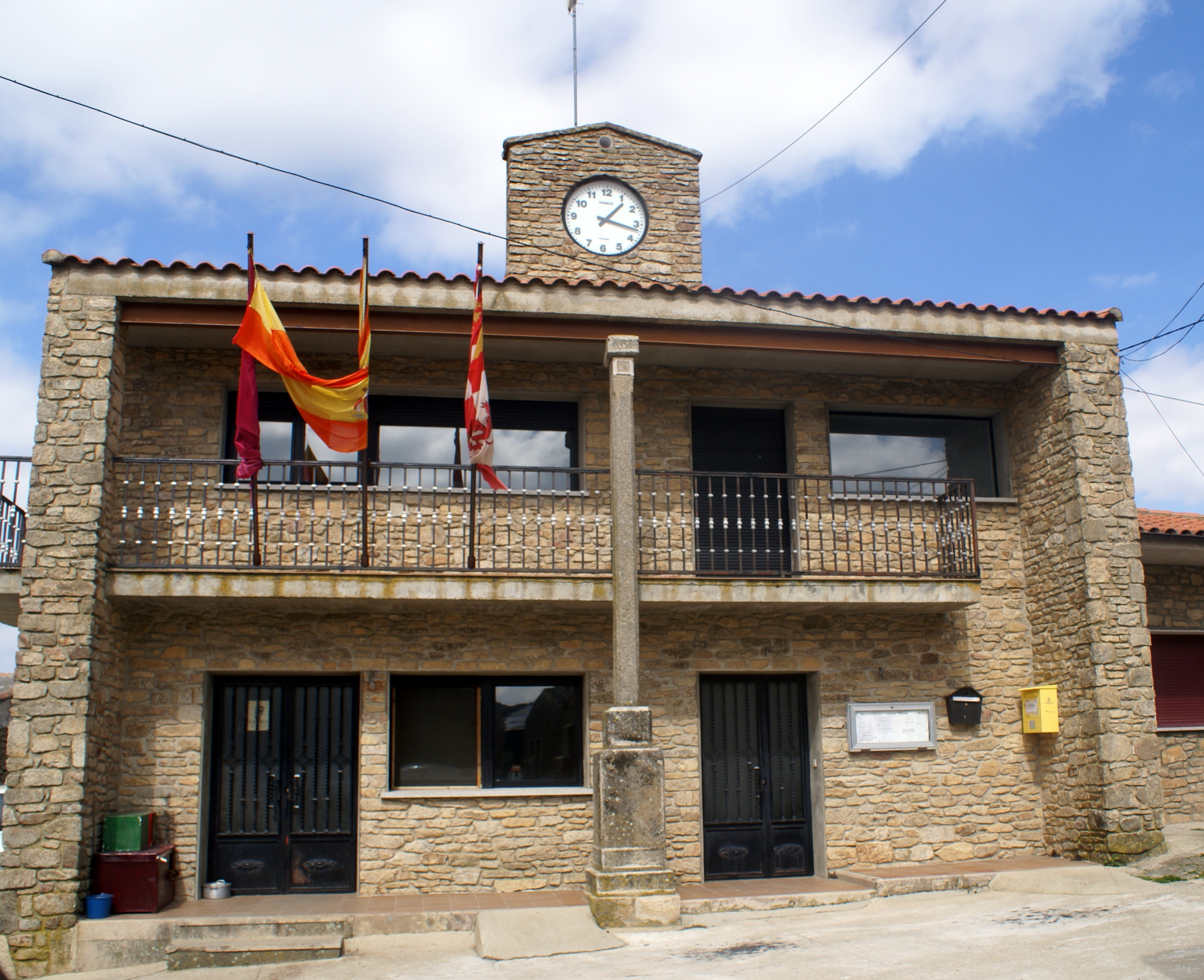
Rathaus